# Оружейный приказ
Оружейный приказ — административный орган управления в России в XVII веке.
Великий князь Василий III в 1511 году учредил особое звание Оруженичего, который заведовал великокняжеским, а впоследствии царским оружием. Оно хранилось в особой «Казённой оружничьей палате». Историки предполагают, что ещё во 2-й половине XVI века «Казённая оружничья палата» и «Бронный приказ» могли составит Оружейный приказ.
Впервые в письменных актах упоминается в 1610 году. Оружейный приказ заведовал изготовлением огнестрельного оружия, за исключением пушек; в его ведении состояли дворы, где производилось оружие и Оружейная палата — как хранилище оружия. Кроме боевого огнестрельного оружия он ведал производством и хранением церемониального, парадного, охотничьего и холодного оружия для армии, а также изготовлением церковной утвари и предметов царского обихода. В начале XVIII века его функции перешли к артиллерийскому приказу.
В 1613—1626 годах Оружейный приказ состоял в введении М. М. Салтыкова, затем, в 1626—1639 годах — В. И. Стрешнева. В 1639—1647 годах приказом руководил боярин князь Б. А. Репнин. В 1647 году, назначенный руководить Оружейным приказом боярин Г. Г. Пушкин, был пожалован, упразднённым ранее званием «оружничего с путём» (последним оружничьим до этого был Б. Я. Бельский).